# Lorin Maazel
Lorin Varencove Maazel, ameriški dirigent, violinist in skladatelj, * 6. marec 1930, Neuilly-sur-Seine, Francija, † 13. julij 2014, Castleton, Rappahannock County, Virginija, ZDA.
Maaazel je kot dirigent debitiral že pri osmih letih, svojo kariero pa je dejansko začel leta 1953, ko se mu je začel povečevati ugled na evropskih odrih. Pozneje je deloval kot glasbeni direktor Clevelandskega orkestra, Francoskega narodnega orkestra, Pittsburgških simfonikov, Simfoničnega orkestra bavarskega radia in Newyorške filharmonije (NYP). Odlikoval se je z izvrstno dirigentsko tehniko in s fotografskim spominom za partiture.